# Nivelon II de Pierrefonds
Nivelon II de Pierrefonds est un seigneur de Pierrefonds fils aîné et héritier de Nivelon Ier de Pierrefonds.

## Biographie
Nivelon II devient seigneur de Pierrefonds, en 1073 à la mort de son père Nivelon Ier. 
Il est excommunié en 1085, de Noël jusqu’à Pâques, en raison de préjudices causés aux Églises de Chelles et d'Ambleny,.
Il part pour la croisade, avec son frère Jean, ou Hugues suivant les sources, et mourut probablement en Terre Sainte vers 1102.

## Famille
Il est l'un des fils de Nivelon Ier de Pierrefonds et d'Aremberge de Milly (fille de Segalon II de Milly, seigneur de Milly, et d'Aremberge de Franconie). Il a pour frères et sœurs Marie (épouse de Renaud Ier de Coucy, seigneur de Coucy et de Soissons), Ermentrude (épouse d'Étienne de Meaux), Hugues Ier de Pierrefonds (évêque de Soissons), Jean de Pierrefonds (vicomte de Chelles et Pierre de Pierrefonds (vicomte de Vic-sur-Aisne). 

## Union et descendance
Il est l'époux d'Hadwige (ou Avoie) de Montmorency. Ils ont pour descendance Adeline de Pierrefonds (épouse de Jean Ier de Nesle en 1115 puis d'Hugues Ier de Cholet en 1116), Pierre de Pierrefonds (à ne pas confondre avec Pierre de Pierrefonds, fils de Nivelon Ier), Dreux I de Pierrefonds (seigneur de Pierrefonds), Nivelon de Pierrefonds (à ne pas confondre avec Nivelon III de Pierrefonds, fils de Dreux II de Pierrefonds) et Anscoul de Pierrefonds (évêque de Soissons).

## Héraldique
|  | Les armes de la famille de Pierrefonds se blasonnent ainsi : d'azur au château du lieu d'argent, accompagné de quatre fleurs de lys d'or, ordonnées deux en chef et deux aux flancs. |